# Atemptat de Claudy
L' atemptat de Claudy es va produir el 31 de juliol de 1972, quan tres cotxes bomba van explotar a mig matí, dos al carrer principal i un al carrer Church de Claudy al comtat de Londonderry, Irlanda del Nord. L'atac va matar nou civils, en va ferir una trentena i va passar a ser conegut com el "Dilluns sagnant". Els que van posar les bombes havien intentat enviar un avís abans que es produïssin les explosions. L'avís es va retardar, però, perquè els telèfons estaven fora de servei a causa d'un atac bomba anterior. L'Exèrcit Republicà Irlandès Provisional (IRA) va emetre una denegació immediata de responsabilitat, i més tard va declarar que "un tribunal intern d'investigació" havia trobat que la seva unitat local no va dur a terme l'atac. En el trentè aniversari de l'atemptat, es va fer una revisió del cas i el desembre de 2002 es va revelar que l'IRA havia estat el responsable de les explosions de les bombes.
El 24 d'agost de 2010, després d'una investigació de vuit anys, el Defensor del Poble de la Policia d'Irlanda del Nord va publicar un informe sobre l'atemptat, que afirmava que la Royal Ulster Constabulary (RUC) creia a principis de la dècada de 1970 que el pare James Chesney, un sacerdot catòlic romà local, va ser intendent de l'IRA i director d'operacions de la Brigada de South Derry. L'informe va trobar que la seva possible participació en activitats com l'atemptat de Claudy va ser encoberta per alts oficials de policia, ministres del govern i la jerarquia catòlica romana.

## Atemptat
El 31 de juliol de 1972 a les 4:00 am, l'exèrcit britànic havia començat l'operació Motorman. Es tractava d'una operació per recuperar el control de les " àrees prohibides " (àrees controlades pels paramilitars republicans irlandesos) que s'havien establert a Belfast i Derry. L'atemptat de Claudy podria haver estat una resposta a aquesta operació.
Poc abans de les 10:00 am, es van col·locar tres cotxes bomba al centre del poble, que aleshores estava ocupat amb els compradors. Les primeres investigacions policials van trobar que es va veure un cotxe sortint de Claudy a les 10:00. S'havia aturat al poble proper de Feeny, on un passatger va intentar utilitzar la cabina telefònica pública, que estava fora de servei. Després, el cotxe es va desplaçar fins a Dungiven, on es va aturar al carrer principal. Dos homes van sortir i van anar a botigues separades per utilitzar els telèfons, que també estaven fora de servei després d'un atac amb bomba a la central telefònica local. Aleshores, els homes van demanar als dependents que diguessin a la policia de Dungiven que hi havia tres bombes a Claudy, però en aquest moment la primera bomba ja havia detonat.
La primera bomba, amagada dins d'un Ford Cortina robat, va explotar a les 10:15 a l'exterior del pub i botiga de McElhinney al carrer principal. Una segona bomba, amagada dins d'un Mini Traveller robat estacionat a l'exterior de l'oficina de correus al carrer princiapal, va ser detectada per un agent de policia, que llavors va començar a dirigir la gent lluny de la zona cap a Church Street. A les 10:30, una bomba amagada dins d'una furgoneta Morris Mini Van va detonar a l'exterior de l'hotel Beaufort al carrer Church, matant a tres persones, dues de les quals havien resultat ferides a la primera explosió. La bomba a l'exterior de l'oficina de correus del carrer principal va explotar gairebé simultàniament, causant grans danys a edificis i vehicles, però com que la zona s'havia netejat, no hi va haver cap pèrdua de vida.

## Investigacions

### Investigació RUC
El cap d'estat major de l'IRA, Seán Mac Stíofáin, va dir que les unitats locals de l'IRA i el personal d'operacions havien negat la seva implicació en l'atac. El desembre de 2002, després d'una revisió de la intel·ligència i altres materials relacionats amb les explosions de la bomba a Claudy, es va revelar que el pare James Chesney havia estat un membre destacat de la Brigada South Derry de l'IRA. El polític de Derry Ivan Cooper (del Partit Socialdemòcrata i Laborista), va declarar el 2002 que l'IRA i el pare James Chesney (un sacerdot catòlic de la propera parròquia de Desertmartin) estaven implicats en l'atac. Cooper va dir:
Al cap d'un parell de dies, un home es va amagar com un conill espantat fora d'una de les oficines de la meva circumscripció. Em va dir que l'IRA estava darrere de la bomba i que tenia totes les raons per creure'l. No va donar noms i jo no en vaig demanar cap. Així era llavors. Era perillós saber-ne massa. Però uns quants mesos més tard, em vaig assabentar de les identitats i no tinc cap dubte que el pare Jim Chesney hi estava implicat.
El tipus i el color del cotxe utilitzat pels que van donar l'advertència de la bomba eren rars a Irlanda del Nord en aquell moment. La primera setmana d'agost de 1972, el RUC va detenir un sospitós (anomenat "Home A") que tenia un cotxe semblant. Va proporcionar una coartada, però, que havia estat a casa de Chesney a Bellaghy en aquell moment. Chesney i una altra persona van corroborar la coartada de l'home i va ser posat en llibertat després de ser interrogat. Segons l'informe del defensor del poble, quan Chesney va ser detingut en un control policial el setembre de 1972, un gos rastrejador va trobar rastres d'explosius al seu cotxe. Els agents de policia implicats en la investigació policial inicial van sospitar el següent:
- que la coartada havia estat preparada prèviament;
- que "Home A" era membre de l'IRA i havia tingut un paper clau en l'atemptat; i
- que Chesney era l'intendent i "director d'operacions" de l'IRA de South Derry i també havia participat en l'atemptat.[7]

Un temps després de l'atemptat, Chesney va ser interrogat pel llavors bisbe de Derry Neil Farren, i més tard de nou pel successor de Farren, el bisbe Edward Daly. En tots dos moments, Chesney va negar qualsevol implicació. Chesney va servir a la parròquia de Cullion des de juliol de 1972 fins a novembre de 1972. Després va ser hospitalitzat i va passar un període de recuperació al comtat de Donegal. El desembre de 1973, va ser traslladat a la parròquia de Convoy, comtat de Donegal. Tot i que sovint travessava la frontera cap a Irlanda del Nord, mai va ser arrestat i mai no es va enfrontar a una entrevista policial. Chesney va morir el 1980, als 46 anys.

### Investigació de la PSNI
No es va arrestar cap persona pels atemptats en aquell moment, però després de les crides d'una nova investigació, el Servei de Policia d'Irlanda del Nord (PSNI) va iniciar una nova investigació el 2002. Com a part de la investigació, la policia va descobrir documents que mostraven que l'aleshores secretari d'Estat per a Irlanda del Nord, Willie Whitelaw, va parlar de la implicació de Chesney amb el cardenal William Conway. També es van examinar les accions de dos sacerdots catòlics més, Patrick Fell i John Burns.
El 30 de novembre de 2005, el PSNI va detenir quatre persones en relació amb l'atemptat. Tanmateix, van ser alliberats sense càrrecs l'endemà i se'ls va negar la seva implicació. Entre els arrestats hi havia l'aleshores diputat del Sinn Féin Francie Brolly, que posteriorment va iniciar una acció judicial contra la policia, però l'assumpte es va suspendre; no es va continuar amb el cas.

### Informe del Defensor del Poble de la Policia
El 24 d'agost de 2010, el defensor del poble de la policia d'Irlanda del Nord va publicar un informe sobre l'atemptat que va concloure que el govern britànic i l'Església catòlica romana havien conspirat per encobrir la suposada implicació de Chesney. L'informe deia:
La detenció d'un sacerdot en relació amb una atrocitat tan emotiva en un moment en què els assassinats sectaris a Irlanda del Nord estaven fora de control i la província es trobava a la vora de la guerra civil era temuda, per alts polítics, ja que podria desestabilitzar encara més la situació de seguretat. Per tant, es va acordar un acord a porta tancada per treure P. Chesney de la província sense provocar la fúria sectaria.
Segons l'informe d'Al Hutchinson, el defensor del poble de la policia,
La decisió del RUC de demanar al govern que resolgués l'assumpte amb l'Església i després acceptar el resultat, va ser equivocada. La decisió va fallar als assassinats, ferits i dolguts en l'atemptat. Els policies que estaven treballant en la investigació també van quedar soscavats. Accepto que el 1972 va ser un dels pitjors anys dels Troubles i que la detenció d'un capellà podria haver agreujat la situació de seguretat. Igualment, considero que la manca d'investigació policial d'algú que sospitaven d'implicació en actes de terrorisme podria haver tingut conseqüències greus.
L'informe va trobar el següent:
- Els detectius creien que el pare Chesney era el director d'operacions de l'IRA al sud del comtat de Londonderry i era el principal sospitós de l'atac de Claudy i altres incidents paramilitars.[14]
- La sol·licitud d'un detectiu per arrestar Chesney va ser rebutjada per un cap de policia adjunt de la branca especial de la RUC, que en canvi va dir que "els assumptes estan sota control".[14]
- El mateix alt oficial va escriure al govern sobre quines accions es podrien prendre per "fer inofensiu un sacerdot perillós" i va preguntar si es podria plantejar el tema a la jerarquia de l'Església.[14]
- El desembre de 1972, William Whitelaw es va reunir amb el cap de l'Església catòlica a Irlanda, el cardenal William Conway, per discutir la qüestió. Segons un funcionari de l'Oficina d'Irlanda del Nord, "el cardenal va dir que sabia que el sacerdot era "un home molt dolent" i que veuria què es podia fer". El líder de l'església va esmentar "la possibilitat de traslladar-lo a Donegal". En resposta a aquesta nota, el cap de policia de la RUC, Sir Graham Shillington, va assenyalar: "Preferiria el trasllat a Tipperary ".[14]
- Una entrada al diari del cardenal Conway el 4 de desembre de 1972 va confirmar que hi havia hagut una reunió amb Whitelaw i va afirmar que hi havia hagut "un mà a mà bastant inquietant al final sobre C".[14]
- En una altra entrada del diari dos mesos després, el cardenal va assenyalar que havia discutit el tema amb el superior del pare Chesney i que el superior "li havia donat ordre de quedar-se on era, de baixa mèdica, fins a nou avís".[14]

## Memorial
L'any 2000 es va erigir un monument als morts i ferits per l'atemptat al carrer principal de Claudy, que consistia en una figura de bronze d'una noia agenollada, creada per l'escultora Elizabeth McLaughlin, muntada sobre un sòcol de pedra. Al mur que tanca l'estàtua hi ha col·locades diverses plaques commemoratives de les víctimes. L'estàtua va ser danyada el 20 d'octubre de 2006 quan uns vàndals la van fer caure des del sòcol.
En el 40è aniversari de l'atemptat, l'antic líder de l'IRA, Martin McGuinness, va qualificar els esdeveniments d'aquell dia d'"esgarrifosos i indefendibles" i "infligits a persones totalment innocents".